# Matjessill
Matjessill är en svensk inlagd sill vars speciella smak kommer från att pulveriserat sandelträ och kanel ingår kryddningen. Det är sandelpulvret som ger den röda färgen.
Matjessill har fått sitt namn från nederländskans maatjesharing (ett namn som har utvecklats från maagdenharing: jungfrusill), en inlagd sill som säljs i bland annat Nederländerna, Tyskland och Polen. Den nederländska matjessillen smakar dock helt annorlunda än den svenska: den är salt i smaken, har skarpare fisksmak och mindre kryddsmak. Den fångas innan den har fått rom, därav namnet.
Svensk matjessill är, tillsammans med färskpotatis, gräddfil och gräslök, en vanlig rätt på det svenska midsommarbordet. Sillen har en lång historia i Sverige och betraktas som något av en nationalrätt, men matjessillen kom till Sverige först i början på 1900-talet.
I Bohuslän, där sillfisket förr i tiden spelade stor ekonomisk roll, finns fortfarande många stora och mindre sillkonservfabriker. På Klädesholmen, ett litet fiskesamhälle på två öar, har man hanterat sill sedan slutet av 1500-talet. Som mest fanns där 25 fabriker, idag finns det bara en sillfabrik ännu kvar, som tillverkar sillkonserver på traditionellt vis.

## Näringsinnehåll[4]
100 g matjessill, Clupea harengus, (62 % fisk, exklusive lag) innehåller

Energi 740 kJ (225 kcal)
| Ämne                   | Mängd |
| ---------------------- | ----- |
|                        |       |
| Sockerarter            | 16 g  |
| Fett                   | 14 g  |
| varav mättat fett      | 4 g   |
| enkelomättat fett      | 4 g   |
| fleromättat fett       | 6 g   |
| Protein                | 11 g  |
| Natriumklorid ("salt") | 6 g   |

Lagen består av vatten, vinäger och ättika; smaksatt med kryddpeppar, kanel, kryddnejlika, sandelträ och dill.

## Bilder

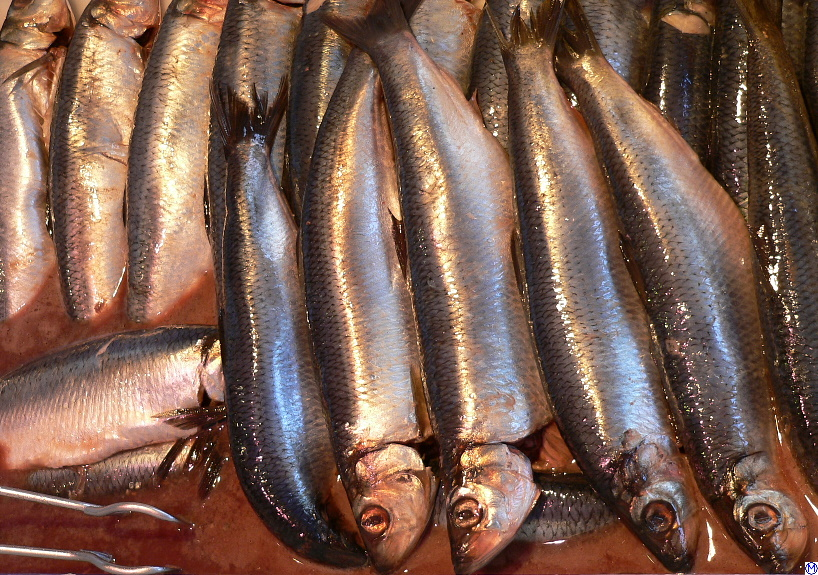
Hel matjessill
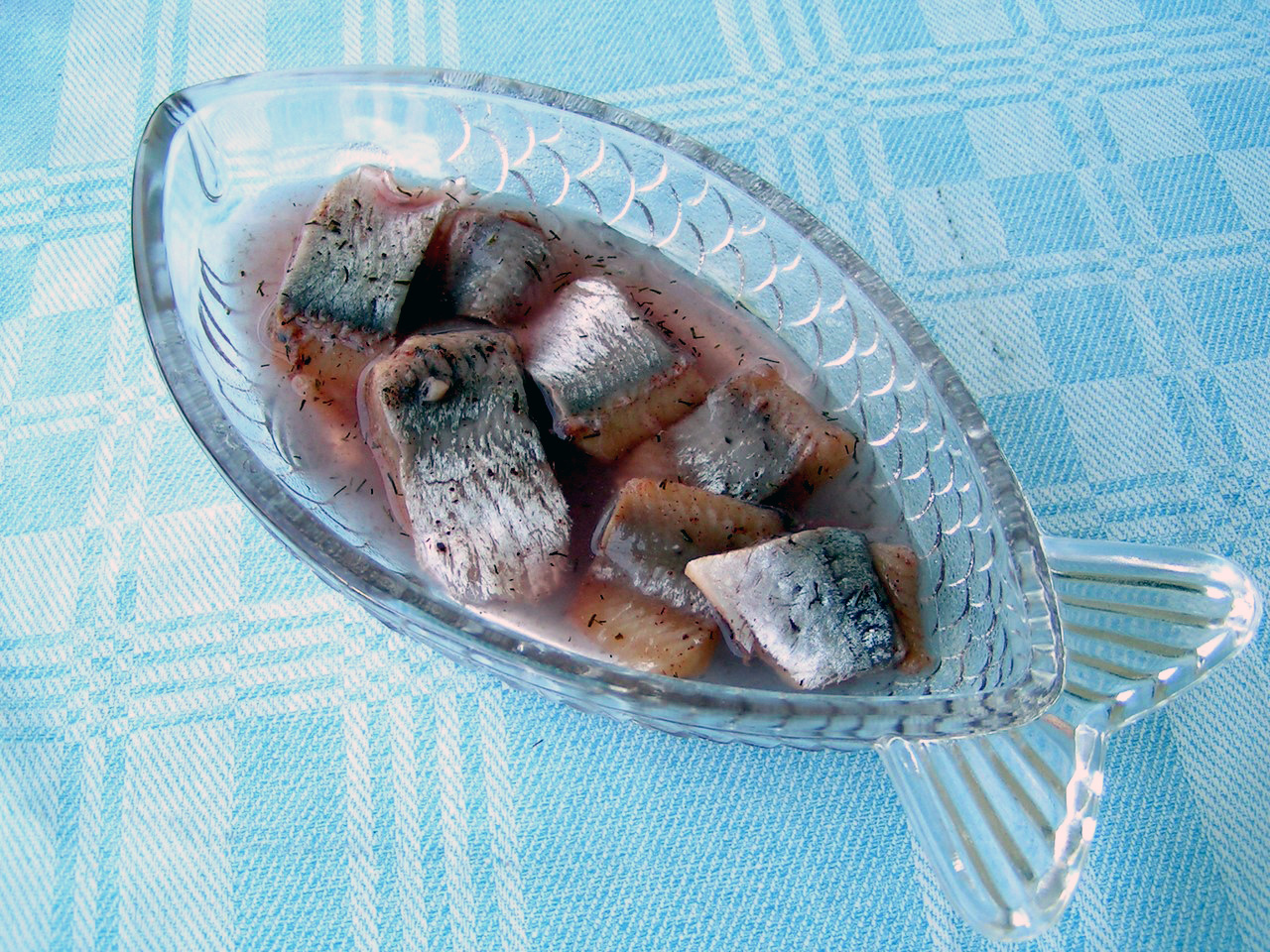
Matjessill delad i bitar
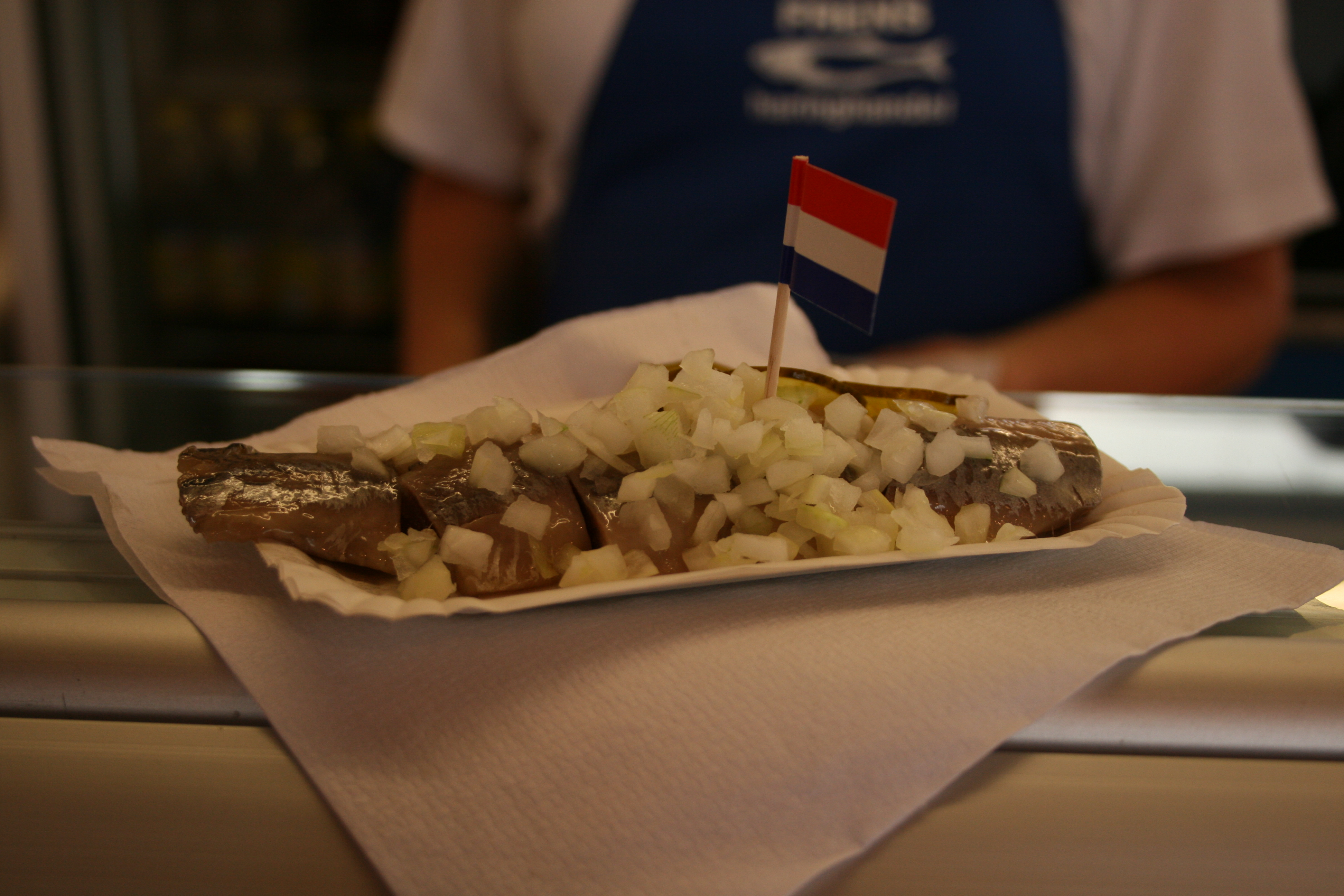
Nederländsk maatjesharing som traditionellt serveras med hackad rå lök
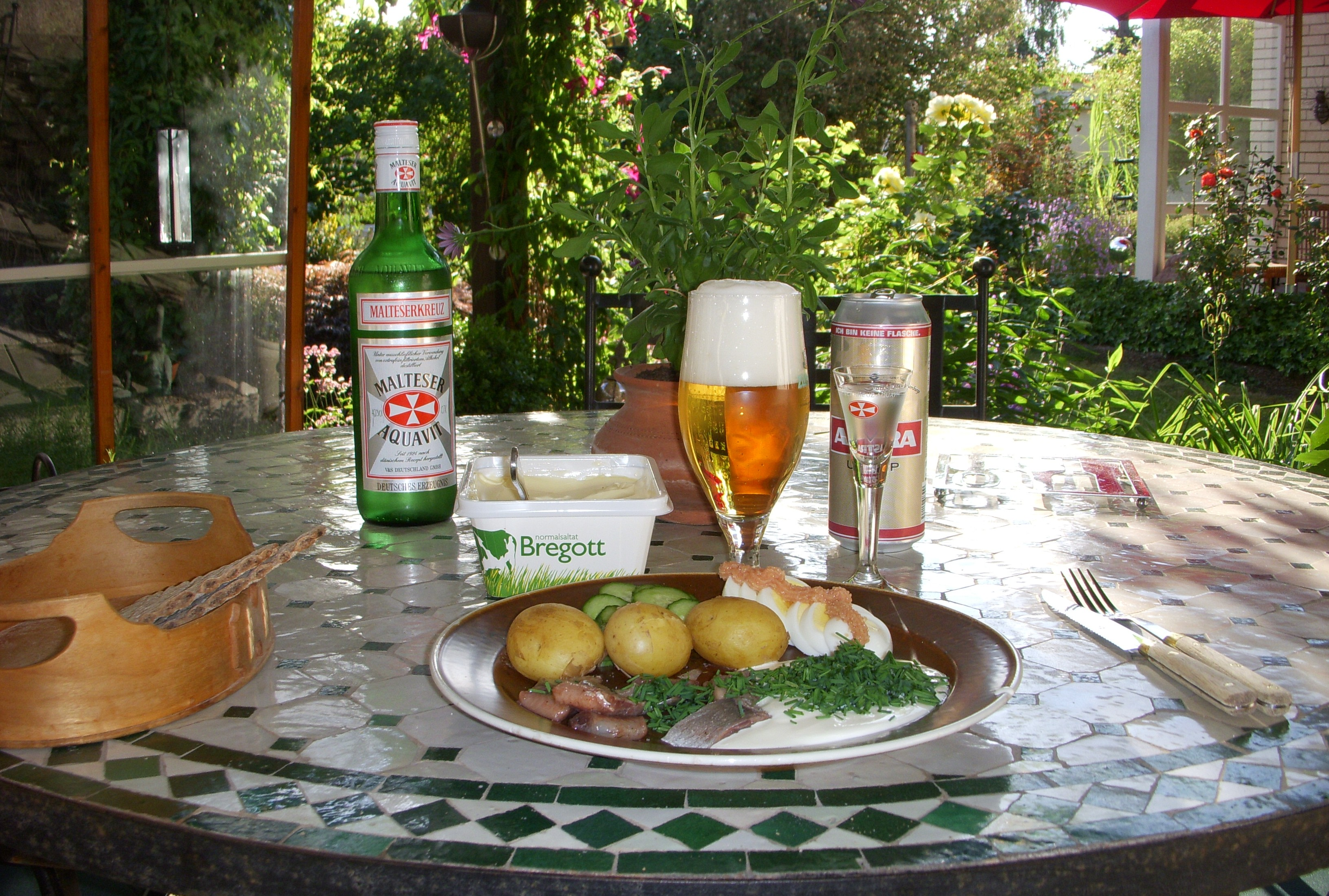
Matjessill, färskpotatis, ägg och gräddfil samt öl och nubbe